# Aloe mutans
Aloe mutans é uma espécie de liliopsida do gênero Aloe, pertencente à família Asphodelaceae.